# Webinar

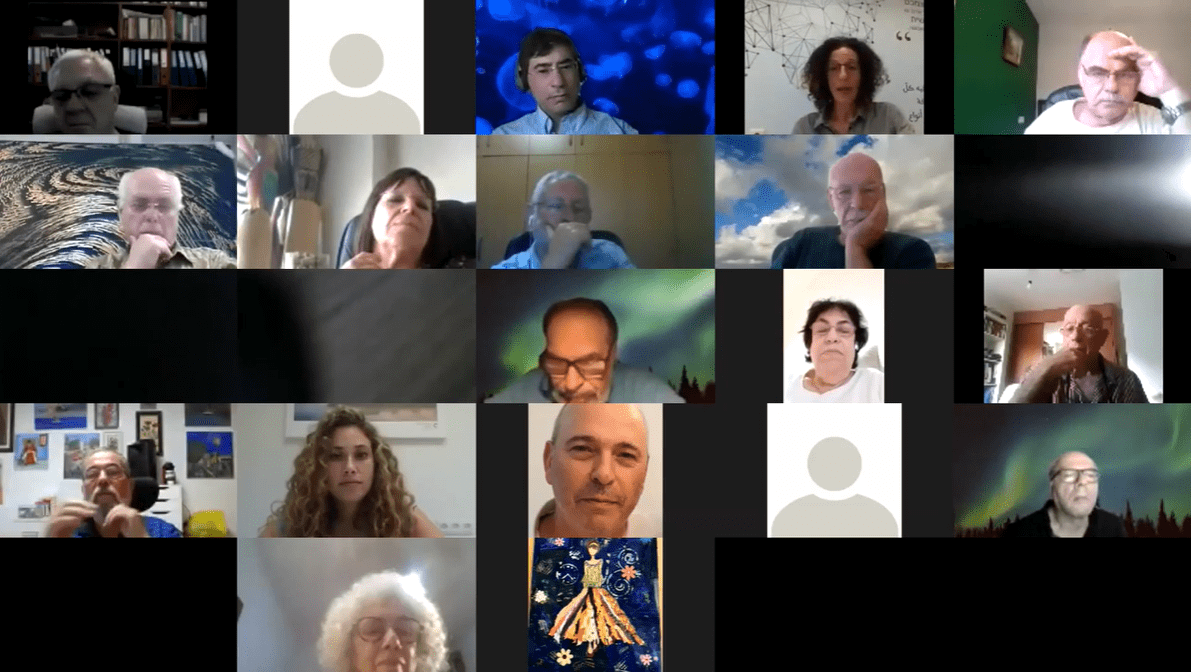
Esempio di Webinar

Un webinar (parola macedonia di web e seminar; in italiano seminario in rete ) è una sessione educativa o informativa che ha luogo in presa diretta, la cui partecipazione avviene in forma remota tramite una connessione a internet. Il seminario in rete è usato per condurre riunioni, corsi di formazione o presentazioni, nei quali ciascun partecipante accede da un proprio computer ed è connesso con gli altri partecipanti tramite Internet. A differenza dei webcast, i webinar sono un sistema interattivo dove i partecipanti possono interagire tra loro e con il coordinatore (auditore) del seminario tramite gli strumenti disponibili dai sistemi di videoconferenza.
I seminari in rete possono avere luogo scaricando nel computer di ciascuno dei partecipanti un programma oppure collegandosi ad un'applicazione web tramite un collegamento distribuito per posta elettronica (invito alla riunione). Per accedere al webinar è necessario disporre di un collegamento alla rete, un programma di gestione di strumenti multimediali, un microfono e un altoparlante/cuffia. I seminari possono essere gratuiti oppure a pagamento e può essere necessario un codice oppure una registrazione per potervi accedere. Durante la pandemia di COVID-19 nel mondo il webinar è molto cresciuto in quasi tutti gli ambiti del mondo intellettuale, manageriale, universitario e scolastico.

## Caratteristiche
Caratteristiche tipiche di un seminario in rete sono:
- Presentazioni - contenuti informativi o formativi diversi per formato, canale e codice (immagini, testi, audio, video) vengono presentati ai partecipanti, anche con il ricorso a strumenti di marcatura e puntatura del mouse a distanza, e con l'uso di strumenti tecnologici o tecnici per aumentare l'engagement dei partecipanti.
- Video in diretta o in streaming - attraverso una webcam full-motion, una videocamera digitale, o sistemi di video-ripresa più complessi vengono utilizzati per inviare al pubblico la ripresa video del seminario in corso.
- VoIP - comunicazione audio in tempo reale attraverso il computer tramite l'uso di cuffie e altoparlanti.
- Tour Web: URL, dati da moduli, cookie, script e dati di sessione possono essere inviati ad altri partecipanti.
- Registrazione della riunione - l'attività di presentazione viene registrata sul lato client o sul lato server per una successiva visualizzazione e/o distribuzione.
- Lavagna con annotazione - consente al relatore e/o ai partecipanti di evidenziare o contrassegnare gli elementi nella presentazione di diapositive, o semplicemente di prendere appunti su una lavagna vuota.
- Chat testuale - per sessioni di domande e risposte dal vivo, limitate alle persone collegate alla riunione. La chat di testo può essere pubblica (aperta a tutti i partecipanti) o privata (tra due partecipanti).
- Sondaggi - per consentire al presentatore di condurre domande con risposte a scelta multipla dirette al pubblico.
- Condivisione dello schermo - i partecipanti possono visualizzare tutto ciò che il presentatore sta mostrando in quel momento sul proprio schermo. Alcune applicazioni di condivisione dello schermo consentono il controllo dello schermo da remoto, consentendo ai partecipanti di manipolare lo schermo del presentatore (sebbene questo non sia ampiamente utilizzato).

## Standard
Le tecnologie per i seminari online non sono standardizzate, il che ha ridotto l'interoperabilità e la trasparenza e ha aumentato la dipendenza dalla piattaforma, i problemi di sicurezza, i costi e la segmentazione del mercato. Nel 2003 l'IETF ha istituito un gruppo di lavoro per stabilire uno standard per le conferenze Web, chiamato "Centralized Conferencing (xcon)". I risultati previsti di xcon includono:
- Un protocollo binario di controllo del piano. Binary Floor Control Protocol (BFCP)[10] pubblicato come RFC 4582
- Un meccanismo per l'adesione e il controllo delle autorizzazioni
- Un meccanismo per manipolare e descrivere il "mixing" o la "topologia" dei media per più tipi di media (audio, video, testo)
- Un meccanismo per la notifica di eventi/cambiamenti relativi alla conferenza (ad esempio un cambio di piano)

### Modelli di distribuzione
Un webinar è disponibile in tre modelli: servizio di hosting, software e appliance.
Un'appliance, a differenza della soluzione in hosting online, viene offerta come hardware. È anche noto come webinar "in-house" o "on-premise". Viene utilizzato per condurre riunioni dal vivo, formazione a distanza o presentazioni tramite Internet.